# William Bowles (militar)
William Bowles (Gibraltar, 1780-Cheltenham, 2 de julio de 1869) fue un  almirante británico de la Royal Navy y caballero comendador de la Orden del Baño (KCB). Fue amigo personal del general José de San Martín.

## Biografía
Nacido en 1780 en Gran Bretaña, sobrino del First Lord del Almirantazgo William Frankland. Prestó servicios en la Royal Navy en América del Norte y en el Caribe.
El 22 de enero de 1803 fue ascendido al rango de teniente y el 13 de octubre de 1807 a capitán. En 1808, al mando del HMS Zebra, combatió contra las baterías costeras de Dinamarca.
En 1810 comandó la fragata HMS Medusa de 32 cañones y combatió las baterías francesas en las costas de España.
En 1813 asumió el mando de la estación naval del Río de la Plata con el objetivo de proteger el comercio británico en la región donde conoció a José de San Martín.
En 1816 regresó a Buenos Aires como comodoro a bordo de la HMS Amphion, de 32 cañones, y realizó varias actividades con José de San Martín con el que entabló una firme amistad, como lo demuestra la correspondencia entre ambos.
Cuando en 1818 San Martín en Chile preparó la Expedición al Perú, Bowles se presentó en Valparaíso con su flota para darle su apoyo.
El 9 de agosto de 1820 se casó con la hija del segundo vizconde de Palmerston y hermana del tercer vizconde, secretario de guerra y posterior primer ministro.
Alcanzó el rango de almirante, y llegó a ser almirante de la flota (Admiral of the Fleet).